# Kunstværk
Et kunstværk er et produkt af en kunstners arbejde, for eksempel et maleri, en bog, en film, en skulptur, et digt eller et musikstykke, som enten er lavet for at være en smuk ting i sig selv eller et symbolsk udtryk uden praktisk anvendelse. En kunstners eller et museums betydeligste værk(er) benævnes ofte som hovedværk(er). I nogen sammenhænge udnævnes det bedste værk som en kunstner, forfatter eller komponist har lavet som et mesterværk eller magnum opus.
Værkbegrebet nævnes ofte som en historisk og teoretisk forståelsesramme, der adskiller faget kunsthistorie/kunstvidenskab fra visuel kultur-studier, hvor en bred vifte af visuelle produkter undersøges.

## Eksempler
- Glas
- Ler
- Maleri
- Skulptur
- Tegning
- Textil
- Giclée
- Fotografi